# AAA: Attack All Around
AAA (トリプル・エー, Toripuru Eī) també conegut com a Attack All Around és un grup japonès de música pop i que va fer el seu debut el setembre de 2005. El grup, compost per cinc nois i tres noies, ja tenien certa experiència en el món de la música perquè havien participat en esdeveniments musicals i havien fet de dansaires per a artistes com Ayumi Hamasaki.
El grup es va mantenir amb la seva formació inicial fins al 12 de juny de 2007 quan Yukari Goto és expulsada del grup. Segons publicacions fetes per avex trax (la seva discogràfica) els motius són sanitaris. Un nou single (Natsu Mono) serà llançat el juliol del 2007, encara que no està previst que la Yukari faci aparició en ell.

## Membres
- Takahiro Nishijima (西島隆弘)
- Naoya Urata (浦田直也)
- Mitsuhiro Hidaka (日高光啓)
- Shinjiro Atae (與真司郎)
- Shuta Sueyoshi (末吉秀太)
- Misako Uno (宇野実彩子)
- Chiaki Ito (伊藤千晃)

### Membres anteriors
- Yukari Goto (後藤友香里)

## Discografia
Article complementari: Discografia d'AAA